# Axis (romanzo)
Axis è un romanzo di fantascienza scritto da Robert Charles Wilson. Pubblicato nel 2007, è il secondo libro dell'omonima trilogia (preceduto da Spin e seguito da Vortex).

## Trama
La storia di Axis si svolge sul pianeta introdotto da Spin.
Lise Adams è una giovane donna che tenta di risolvere il mistero della sparizione di suo padre dieci anni prima. Rurk Findely è un ex-marinaio. Insieme iniziano a scoprire quanto il mondo che sembra tanto ospitale sia in realtà del tutto alieno.